# Catedral del Sagrado Corazón (Changwon)
La Catedral del Sagrado Corazón o más formalmente Catedral de Yangdok-dong (en coreano: 양덕동성당) es el nombre que recibe un edificio religioso que está afiliado a la Iglesia católica y se encuentra en la ciudad de Changwon, en la provincia de Gyeongsang del Sur, al sur del país asiático de Corea del Sur.
El edificio revestido de color ladrillo esta adornado con 2 torres coronadas por dos cruces idénticas.  El templo sigue el rito romano o latino y es la iglesia principal de la diócesis de Masan (Dioecesis Masanensis; 마산 교구) que fue creada por el papa Pablo VI en 1966 mediante la bula "Siquidem catholicae".
La iglesia esta bajo la responsabilidad pastoral del obispo Constantine Bae Ki-hyen.